# Lualaba (prowincja)
Lualaba – planowana prowincja w Demokratycznej Republice Konga, która ma powstać na mocy konstytucji przyjętej w 2005 roku; obecnie w granicach prowincji Katanga. Stolicą prowincji ma być Kolwezi.